# I Get Lonely
I Get Lonely è una canzone della cantautrice statunitense Janet Jackson, pubblicata il 26 febbraio 1998 ed estratta come terzo singolo dall'album The Velvet Rope del 1997.
Il singolo divenne la diciottesima hit consecutiva della Jackson ad entrare nella top ten nella Billboard Hot 100 degli Stati Uniti, raggiungendo la posizione numero 3, stabilendo un record come unica artista donna a raggiungere questo risultato, superato solo da Elvis Presley e dai Beatles. Raggiunse inoltre la posizione numero 1 nella classifica Dance Singles Sales e in quella R&B/Hip Hop. La canzone ha ricevuto una nomination ai Grammy Awards 1999 come Miglior interpretazione vocale R&B femminile mentre ha ricevuto un Lady of Soul Music Award come Miglior singolo R&B solista, un Billboard Award come Singolo R&B più trasmesso e un BMI Award come Canzone più trasmessa.

## Descrizione
La canzone è stata scritta dalla Jackson e dai suoi storici collaboratori, il duo di produttori Jimmy Jam & Terry Lewis, e dall'allora marito della Jackson, René Elizondo Jr. La traccia è in un puro stile R&B e soul. Dal punto di vista lirico, il testo esprime la solitudine e il desiderio di una donna separata dal suo amante. La cantante ha dichiarato riguardo alla canzone:
Riguardo alla versione remix della canzone, realizzata da Teddy Riley dei Blackstreet, la Jackson ha invece raccontato ai microfoni di MTV:

## Video musicale
Il videoclip del brano venne diretto da Paul Hunter e coreografato dalla coreografa della Jackson, Tina Landon. Venne presentato per la prima volta su MTV alla fine di aprile 1998. Il video alterna immagini della Jackson, vestita in modo androgino e con un borsalino nero, circondata da altre ballerine vestite in modo analogo, mentre danzano in una elaborata coreografia, alternate ad immagini della cantante, coi capelli lisci rossi, mentre è accompagnata da un autista su una lussuosa macchina in giro per una piovosa città americana. Verso metà video vediamo un'ulteriore versione della cantante, questa volta con un abito nero simile a un tailleur scollato, e le immagini si fanno più sensuali, come nel finale del video, quando lei e le ballerine si slacciano la camicia lasciando intravedere il seno coperto da un reggiseno nero, simboleggiando l'emancipazione femminile. A causa di queste scene sexy, il video ha vinto un premio come Video più sexy dell'anno ai VH1 Video Music Awards e un Lady of Soul Music Award come Miglior video R&B dell'anno.
Il video ebbe anche una versione alternativa con la presenza dei Blackstreet, che ne remixarono anche il pezzo.
La versione originale venne pubblicata in via ufficiale nell'edizione speciale dell'album All for You del 2001 e nella raccolta di video della cantante intitolata From janet. to Damita Jo: The Videos pubblicata nel 2004.

## Tracce

### 12" Italia[10]
1. I Get Lonely (TNT Remix) – 5:13
2. I Get Lonely (TNT Bonus Beat Remix) – 5:18
3. I Get Lonely (Jam & Lewis Feel My Bass Mix) – 5:15
4. I Get Lonely ((Jason Vs Janet - The Remix Sessions Part 2) – 8:39
5. I Get Lonely (Jason's Special Sauce Dub) – 6:40

### CD singolo Stati Uniti[11]
1. I Get Lonely (TNT Remix Edit) – 4:16
2. I Get Lonely (LP Edit) – 4:02
3. I Get Lonely (Jam & Lewis Feel My Bass Mix - Radio Edit) – 4:02

### Versioni e remix ufficiali[12]
- Album Version
- Album Edit
- Extended Street Remix
- Jam & Lewis Feel My Bass Mix
- Jam & Lewis Feel My Bass Mix #2
- Jam & Lewis Feel My Bass Radio Edit
- Jam & Lewis LP Edit (aka Video Edit)
- Jason Vs Janet Radio Edit
- Jason Vs Janet The Remix Sessions Pt.2
- Jason Vs Janet The Club Remix
- Jason Vs Janet The Club Remix Radio Edit
- Jason's Special Sauce Dub
- Jason Nevin's Radio Mix
- TNT Main Mix
- TNT Main Mix - Janet Only
- TNT Bonus Beat Remix
- TNT Remix Edit
- TNT Remix Video Edit & Single
- Call Out Research Hook #1
- Call Out Research Hook #2

## Classifiche
| Classifica (1998)   | Posizione massima |
| ------------------- | ----------------- |
| Belgio              | 3                 |
| Italia              | 14                |
| Nuova Zelanda       | 6                 |
| Regno Unito         | 5                 |
| Stati Uniti         | 3                 |
| Stati Uniti (R&B)   | 1                 |
| Stati Uniti (Dance) | 1                 |